# Thopeutis
Thopeutis is een geslacht van vlinders van de familie snuitmotten (Pyralidae).

## Soorten
- T. diatraealis Dyar, 1910
- T. diffusifascia Hampson, 1919
- T. forbesellus Fernald, 1896
- T. respersalis Hübner, 1818
- T. xylinalis Hampson, 1895